# بلومینگ‌دیل (میزوری)
بلومینگ‌دیل (به انگلیسی: Bloomingdale) یک منطقهٔ مسکونی در ایالات متحده آمریکا است که در شهرستان هیلزبرو، فلوریدا واقع شده‌است. بلومینگ‌دیل ۲۱٫۷ کیلومتر مربع مساحت و ۲۲٬۷۱۱ نفر جمعیت دارد و ۱۶ متر بالاتر از سطح دریا قرار دارد.